# Diagrama de Sankey

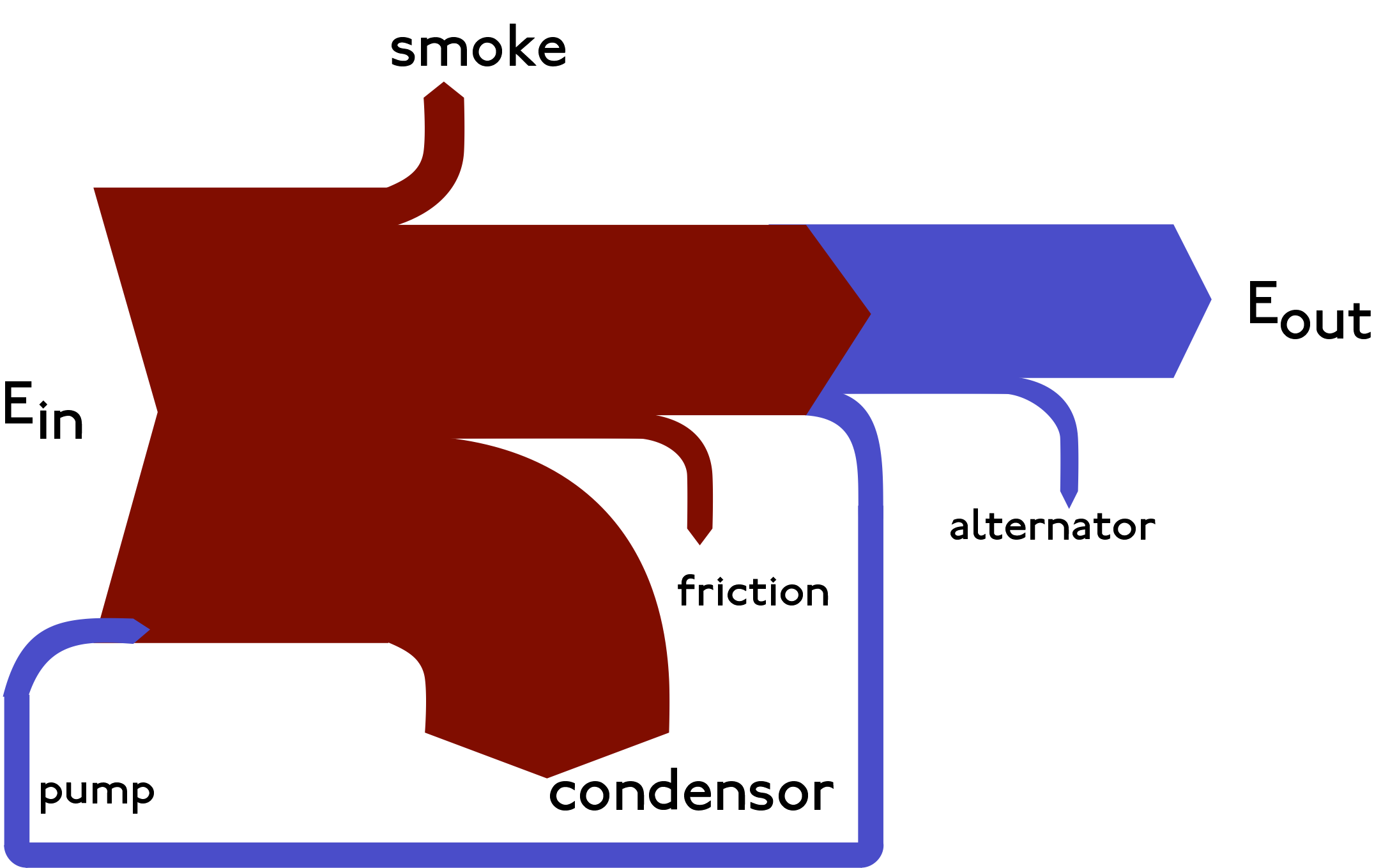
Ejemplo del diagrama de Sankey.

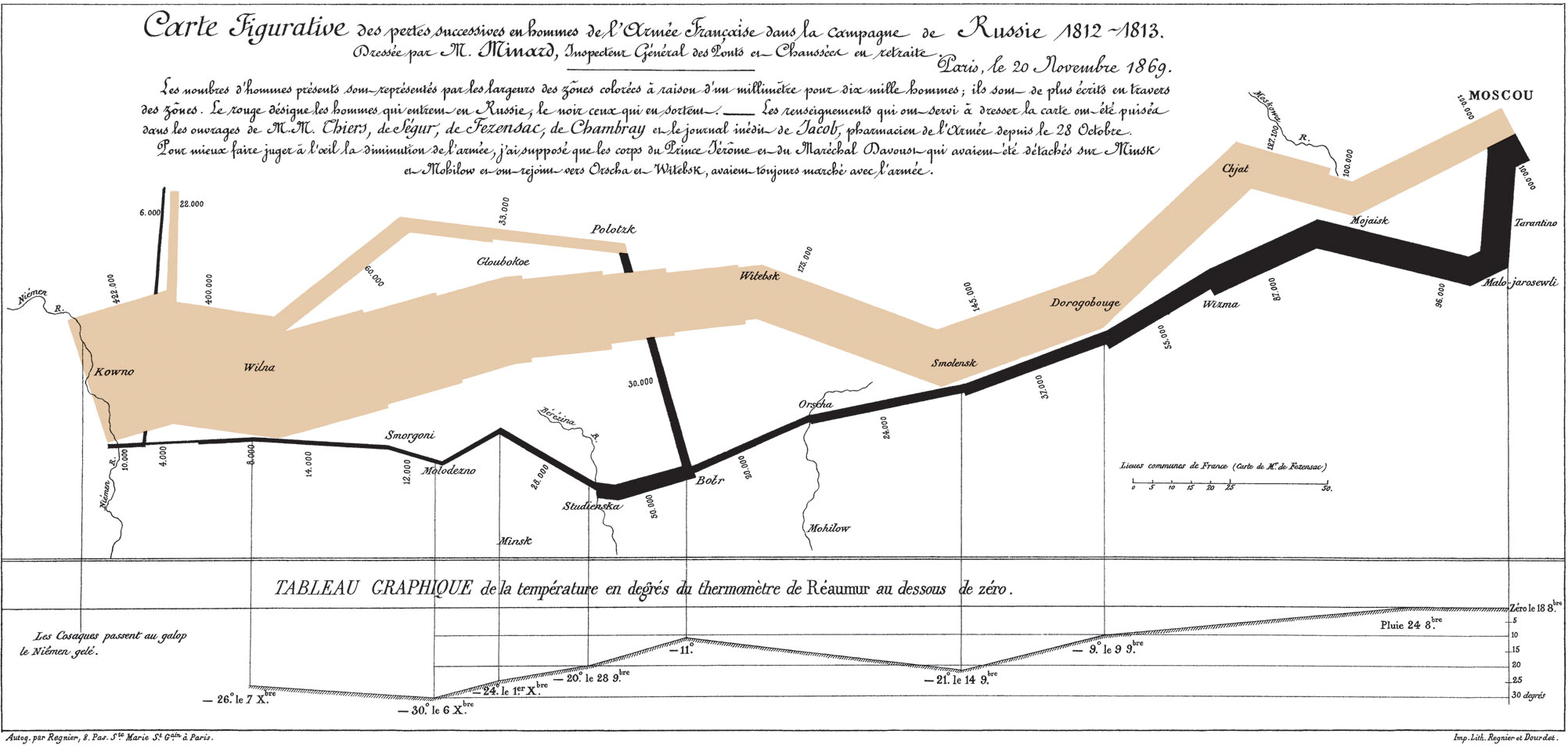
Famoso diagrama de Sankey de la invasión napoleónica de Rusia.

El diagrama de Sankey es un tipo específico de diagrama de flujo, en el que la anchura de las flechas se muestra proporcional a la cantidad de flujo.

## Historia
Los diagramas de Sankey llevan el nombre del capitán irlandés Matthew Henry Phineas Riall Sankey, quien utilizó este tipo de diagrama en 1898 en una publicación sobre la eficiencia energética de la máquina de vapor. Las primeras cartas en blanco y negro se utilizaron simplemente para mostrar un tipo de flujo (por ejemplo, vapor). Más adelante, se incluyó el uso de colores para diferentes tipos de flujos, lo que añadió más grados de libertad a los diagramas de Sankey.
Uno de los diagramas de Sankey más famosos es el mapa de la campaña de Napoleón en Rusia de 1812. Se trata de un diagrama de flujo, superponiendo un diagrama de Sankey en un mapa geográfico. Fue creado en 1869 por Charles Minard.

## Aplicación
Los diagramas de Sankey se suelen utilizar para visualizar las transferencias de energía, material o coste entre procesos, a través de flechas que muestran la pérdida o dispersión por transferencia. También se utilizan para visualizar las cuentas de energía o de flujo de materiales a nivel regional o nacional. Este tipo de diagramas pone un énfasis visual de las transferencias importantes o flujos dentro de un sistema, y son de gran ayuda en la localización de las contribuciones dominantes para un flujo total. A menudo, los diagramas de Sankey muestran cantidades conservadas dentro de los límites de un sistema definido, típicamente energía o masa, pero también se puede utilizar para mostrar los flujos de cantidades no conservadas tales como exergía; estos últimos se llaman diagramas de Grassmann.
Un ejemplo de aplicación interactiva para la producción de diagramas de Sankey es la herramienta web Sankey de Eurostat, la Oficina Estadística de la Unión Europea. Esta herramienta permite al usuario visualizar balances energéticos por medio de diagramas de flujo y modificar distintas opciones como el país, año, combustible, nivel de detalles, etc.